# Jarłyk

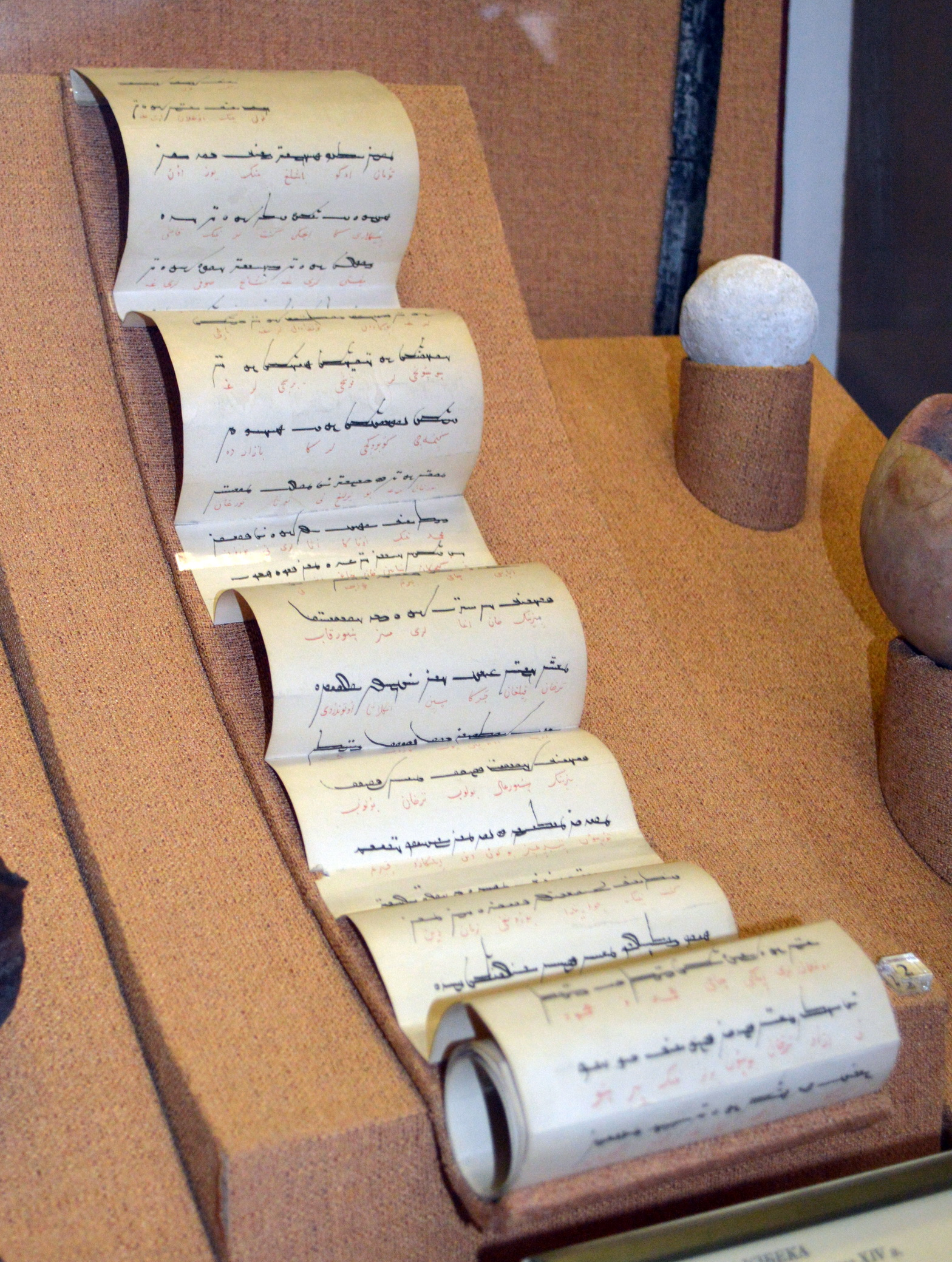
Jarłyk chana Temür Kutługa

Jarłyk (ros. ярлык z tur. jarl-ek) – pismo dyplomatyczne; pisemne rozporządzenie lub przywilej dla władców podbitych ziem wydawane przez władców mongolskich.
Na podlegającej Złotej Ordzie Rusi jarłyk był formalnym potwierdzeniem oddania we władanie książętom ruskim ich ziemi. Jarłyki pisano przeważnie w języku ujgurskim, później w języku arabskim.
W Chanacie Krymskim był to dekret władcy tatarskiego kierowany do niewiernych, pisany zazwyczaj po turecku.